# Dichromatyzm

Kolory tęczy widziane przez osobę bez zaburzeń postrzegania kolorów.

Kolory tęczy postrzegane przez osobę cierpiącą na protanopię.

Kolory tęczy postrzegane przez osobę cierpiącą na deuteranopię.

Kolory tęczy postrzegane przez osobę cierpiącą na tritanopię.

Dichromatyzm (ang. dichromacy) – zaburzenie rozpoznawania barw związane z całkowitym brakiem jednego z rodzajów czopków. Mówi się wtedy o ślepocie barw. Po raz pierwszy została ona opisana przez angielskiego uczonego Johna Daltona pod koniec XVIII w., który cierpiał na daltonizm.
Rodzaje dichromatyzmu:
- protanopia – nierozpoznawanie barwy czerwonej (lub mylenie jej z barwą zieloną);
- deuteranopia (tzw. daltonizm) – nierozpoznawanie barwy zielonej (lub mylenie jej z barwą czerwoną);
- tritanopia – nierozpoznawanie barw żółtej i niebieskiej.